# Cultura de Abjasia

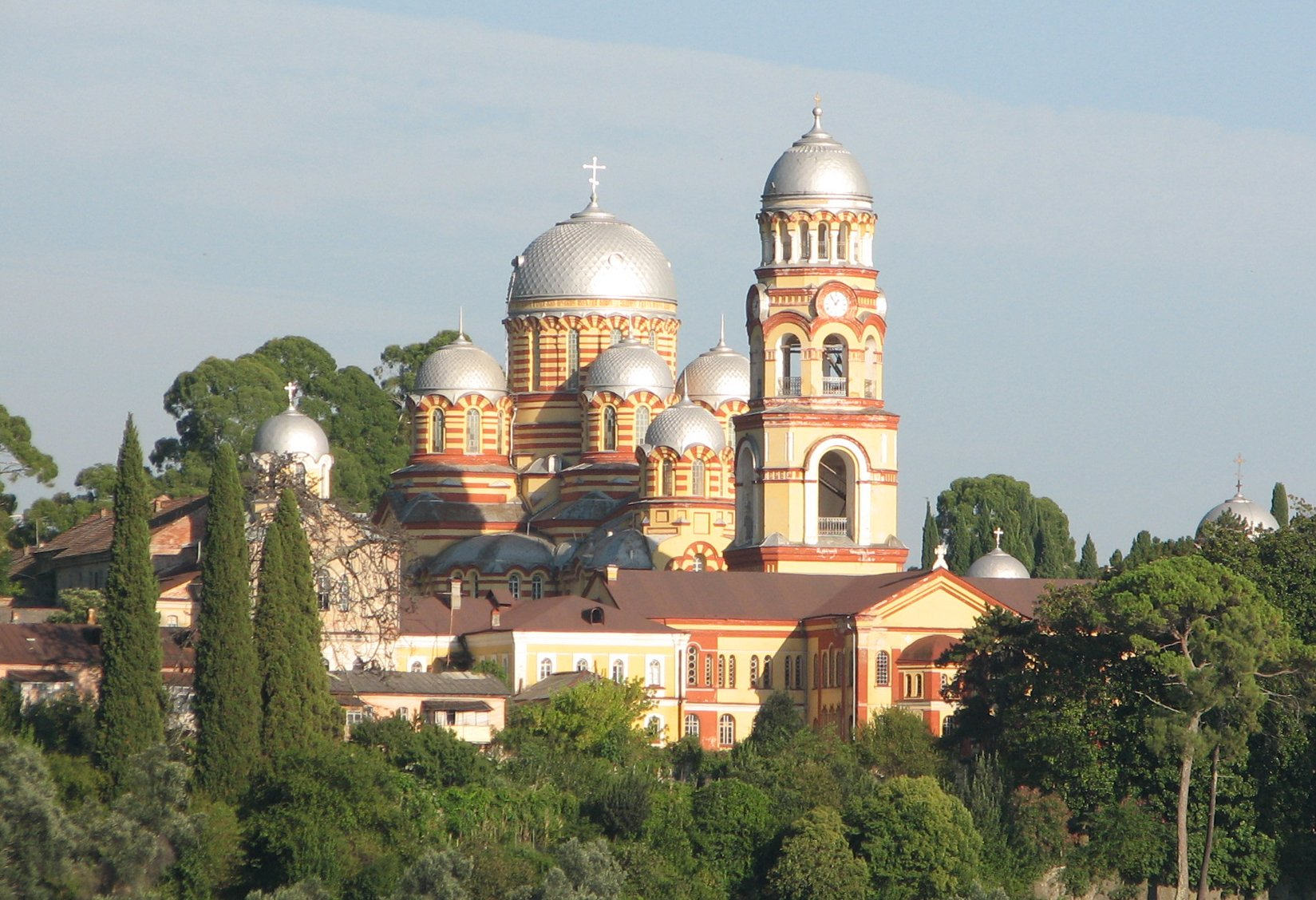
Monasterio de Nuevo Athos.

Abjasia (abjasio:Аҧсны Apsny, en georgiano: აფხაზეთი Apkhazeti o Abkhazeti, en ruso: Абха́зия Abkhazia) es un país de facto independiente, parcialmente reconocido que se encuentra sobre la costa este del Mar Negro. Por el norte limita con Rusia, y Georgia por el este ha sido reconocido por Rusia, Nicaragua, Venezuela, y las repúblicas independientes de facto de Osetia del Sur y Transnistria, es denominado la República de Abjasia su capital es Sukhumi.
La cultura de Abjasia es rica en tradiciones e historia. Las actividades ecuestres forman una parte importante de la cultura de Abjasia. Montar a caballo es una actividad muy popular y los caballos por lo general desempeñan un rol importante en los festivales. Los cantos, la música, la poesía y la danza son también expresiones importantes de la cultura local. El maestro de ajedrez Rusudan "Rusa" Goletiani; los pintores Gennady Pasko y Levars Butba; los escritores Bagrat Shinkuba y Fazil Iskander; junto con el filósofo Murat Yagan son algunos de los destacados abjasianos en el campo de las artes creativas y la cultura.

## Literatura
La literatura escrita en abjaso apareció hace relativamente poco tiempo, al principio del siglo XX. Sin embargo, Abjasia comparte con otros pueblos del Cáucaso la Saga de los Nart - una serie de cuentos sobre héroes míticos. El alfabeto de Abjasia fue creado en el siglo XIX. El primer periódico en abjaso, llamado "Abkhazia" y editado por Dimitri Gulya, apareció en 1917.
Podría decirse que los escritores más famosos de Abjasia son Fazil Iskander, quien escribió en su mayoría en ruso y Bagrat Shinkuba un poeta local.